# Poilly-lez-Gien
Poilly-lez-Gien é uma comuna francesa na região administrativa do Centro, no departamento Loiret. Estende-se por uma área de 33,06 km². Em 2010 a comuna tinha 2 464 habitantes (densidade: 74,5 hab./km²).